# Halis Öztürk

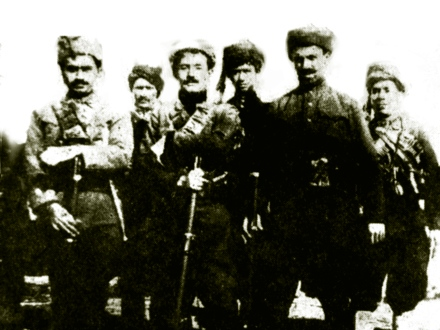
Rebellen während des Ararat-Aufstandes. Von links nach rechts: Sipkanlı Halis Bey, Ihsan Nuri Pascha, Hasenanlı Ferzende Bey

Halis Öztürk (kurdisch: Xalis Begê Sîpkî, türkisch Sipkanlı Halis Bey, * 1889 in Tutak/Osmanisches Reich; † 24. September 1977) war ein kurdischer Stammesführer und türkischer Politiker.

## Leben
Halis Öztürk wurde in Tutak im Sandschak Bayazid des Vilayets Erzurum geboren. Sein Vater Abdulmejid Bey war Anführer des Sipkan-Stammes und ein Befehlshaber der Hamidiye.
Als 1927 der zweite Ararat-Aufstand ausbrach, schloss sich Halis Öztürk dem Aufstand an und spielte eine wichtige Rolle. Gemäß Mehmet Ali Kışlalı war er ein führender Rebell, der den Aufstand begann. Halis Öztürk wurde verhaftet, floh dann aber, als er von Erzurum nach Trabzon gebracht werden sollte. Später nahm Halis Öztürk als ein Repräsentant der Republik Ararat an Verhandlungen mit der türkischen Regierung teil. Doch die Rebellen wurden besiegt und er floh über die Grenze in den Iran.
Später konnte er durch eine Amnestie in die Türkei zurückkehren, wo er dann Mitglied der Demokrat Parti wurde. Er wurde dreimal als Abgeordneter der Provinz Ağrı in das Türkische Parlament gewählt (1950–1954, 1954–1957 und 1957–1960).
Nach dem Militärputsch vom 27. Mai 1960 wurde er verhaftet und in den Yassıada-Prozessen vor Gericht gestellt. Wegen seiner schlechten Türkischkenntnisse sprach Halis Öztürk vor Gericht in einer Mischung aus Türkisch und Kurdisch. Er wurde wegen Gewalt und Nichtbeachtung der Verfassung angeklagt. Auf diese Anklage hin sagte er: Herr Richter, ich schwöre bei Gott, wenn ich gewusst hätte, dass es die Verfassung unter unseren Füßen war, hätte ich nicht drauf getrampelt.
Er wurde zu 10 Jahren Gefängnis verurteilt, die er auf Yassıada und dann in Kayseri verbüßte. Sein Zellengenosse Abdülmelik Fırat beschrieb Halis Öztürk als einen "klugen und witzigen Mann". Ein anderer Insasse, Samet Ağaoğlu, Sohn von Ahmet Ağaoğlu, sagte später in seinen Memoiren, dass Halis Öztürk auf jede verächtliche Frage geistreich und in seinem lokalen Dialekt antwortete. Er starb am 24. September 1977. Öztürk hatte drei Ehefrauen, 13 Töchter und 7 Söhne.